# Numerus clausus
Numerus clausus (лат. замкнене число) — обмеження частки представників якоїсь групи населення в загальній кількості студентів навчальних закладів. Такі обмеження можуть мати професійне, расове, національне чи релігійне підґрунтя.

## Польща
За переписом 1921 року, в Польщі жило 2,8 млн євреїв (10,5% населення), однак вони становили значний відсоток у таких професіях, як адвокати, правники, лікарі, дантисти і т.п. Така ситуація викликала протест у праворадикальному польському молодіжному середовищі. Молоді поляки вимагали національних квот для студентів відповідно до відсоткової частки національності в масштабах країни. Таке правило названо «numerus clausus» (лат. замкнене число) й воно визначало відсоток, який можуть становити представники тієї чи іншої національності серед усіх студентів.
Прецеденти розпочалися в перші місяці 1922/23 навчального року, коли декани двох факультетів Львівського університету розпорядилися обмежувати кількість прийнятих заяв на вступ від кандидатів-євреїв, посилаючись на пункт «Закону про академічні школи» від 1920 р. за яким Ради факультетів можуть впроваджувати обмеження кількості заяв за згодою Міністерства релігії та освіти. Однак, факультети не отримали дозволу міністра, а їхні рішення було анульовано. Позиція міністра спричинила антиєврейські виступи у Львові та Кракові, де були великі університети. Серед очільників руху за обмеження кількості непольских студентів була молодіжна націоналістична організація Академічний союз «Всепольська молодь», а в Сеймі за «numerus clausus» агітувала права партія «Народно-національний союз» (Związek Ludowo-Narodowy).
Поправка до закону, яку вніс на розгляд парламенту В. Кєрнік, отримала неофіційну назву «lex Kiernik» і полягала в тому, що ради факультетів повинні щороку окреслювати кількість абітурієнтів з урахуванням «справедливої частки національних меншин». Парламентська Комісія освіти вирішила провести опитування факультетів вишів з метою взнати їхню думку стосовно цього нововведення. У березні 1923 року анкети відправлено на 42 факультети 9 вищих навчальних закладів. Поправку підтримали 27 факультетів, 9 висловилися проти, а решта надіслала свої пропозиції щодо вдосконалення поправки. Серед найбільших прихильників упровадження виявилися весь Познанський університет, філософський і медичний факультети Львівського університету, гуманітарний факультет Віленського університету та юридичний факультет Краківського університету. Серед противників були Варшавський університет, Головна школа сільського господарства (Варшава), юридичний факультет Віленського університету та філософський факультет Краківського університету.
У травні 1923 року створено правоцентристський уряд В. Вітоса, який обіцяв впровадити «numerus clausus». Однак після тривалих дискусій у Сеймі, поправку не було ухвалено там, натомість 12 липня 1923 її впровадив у вигляді циркуляру міністр релігії та освіти.